# علوية الأعسر
علوية الأعسر (برزَ في الفترة 800–854) كان مُغنٍّ من أصل صغدي في البلاط العباسي لهارون الرشيد وخلفائه. جده، كان أسيرًا من بلاد الصغد، حيث كان مولًى في العصر الأموي. كان علوية الأعسر من تلاميذ إبراهيم الموصلي. في مصادر معاصرة، غالبًا ما تم ذكره مع إسحاق الموصلي (ابن إبراهيم الموصلي) وأبو المهنى مخارق معًا. كان علوية مُولعًا بالأسلوب الذي قدمه إبراهيم بن المهدي، ووفقًا لما ذكره د.م. دنلوب: «ربما سنرى في إدخاله للعناصر الفارسية في الموسيقى العربية القديمة بعض المؤشرات على التفضيل القومي». ومع ذلك، وبحلول القرن التالي، ووفقًا لكتاب الأغاني، فإن ما يسمى بـالآراء التقليدية لإسحاق الموصلي صمدَت وبقيَت.

## روابط خارجية
- نويباور، ي. (2012). "علوية الأعسر". في ب. بيرمان؛ ث. بيانقويس؛ ك. ي. بسوورث؛ ي. فان دنزل؛ و. ب. هنرش (المحررون). موسوعة الإسلام، الطبعة الثانية. دار بريل عبر الإنترنت. مؤرشف من الأصل في 2019-04-12.
- ساوا، جورج دمتري (2019). "علوية". في Fleet، Kate؛ Krämer، Gudrun؛ Matringe، Denis؛ Nawas، John؛ Rowson، Everett (المحررون). Encyclopaedia of Islam, THREE. Brill Online. ISSN:1873-9830. {{استشهاد بموسوعة}}: الوسيط |ref=harv غير صالح (مساعدة)